# Agár
Az agár az egyik legősibb kutyaféle, évezredek óta használják vadászkutyaként. 
Értéküket, fontosságukat mi sem bizonyítja jobban, mint hogy minden nemzet törekedett kitenyészteni a saját agárfajtáját, amelynek az adott földrajzi, éghajlati és domborzati viszonyai között leginkább hasznát vette a vadászat során. Ennek köszönhetően az idők során számos agárféle alakult ki (afgán agár, arab agár, angol agár, orosz agár, olasz agár stb); méretük, színük igen sokféle. 
Az agarak karcsú, előkelő megjelenésük és gyorsaságuk miatt rendkívül kedveltek, de hagyományosan csak a nemesi réteg engedhette meg magának az agarászással járó költségeket.
A legnagyobb távolságból is képesek lecsapni kiszemelt áldozatukra.[forrás?] Vadászati stílusuk nem a többi vadászkutyára jellemző kifárasztáson, hanem éles látásukon és gyorsaságukon alapul. A másodperc töredéke alatt bemérik jövendő prédájukat, majd robbanórajtot vesznek és eszeveszett tempóban üldözni kezdik. Csúcssebességük káprázatos, elérheti a 70-80 km/h-t is, melynek révén az állatvilág harmadik leggyorsabb szárazföldi állataiként tartják őket számon. (Ezért is  beszélnek róluk mint a "kutyák gepárdjairól".)
Az agarak vadászatát tehát úgy kell elképzelni, hogy a zsákmány elejtésére futás közben kerül sor, s nem egyfajta közelharc során. Ez egy roppant nagy erőfeszítést igénylő tevékenység a kutya részéről, amire a vadásznak alaposan fel kell készíteni őket.
Manapság az agarak képességei többnyire kihasználatlanul maradnak. Elsősorban házikedvencként tartják őket, illetve futóversenyeken mérhetik össze erejüket a fajtársaikkal. A vadászatban való visszaszorulásuk oka az, hogy a modern, belterjes mezőgazdaság miatt a vadállomány eleve ritkább, ráadásul a vadászatok során inkább más, kevésbé költséges kutyaféléket használnak.
Fajtajellemzői: szelíd, hűséges, kissé tartózkodó természete, a szélsőséges időjárásra való érzékenysége. Fokozottan igényli az ember társaságát, nehezen viseli a magányt.

## Testalkatuk
Az agaraknak hosszúkás, kicsi, elkeskenyedő a fejük. Farkasokra jellemző ez a fejforma. Homlokuk lapos. Szemük szélesebb spektrumot lát, mint a többi, nem vadászatra tenyésztett kutyafajtáé. Fogazatuk fejlett. Fülük lelógó. Farkuk ugyancsak lelógó, s a végén fölhajlik vagy fölkunkorodik.     
Végtagjaik hosszúak, szikárak, elülső lábuk egyenes, combjuk izmos.
Mellkasuk keskeny és mély, hasuk fölhúzott ("agárhas").
Marmagasságuk: 60-70 cm. (E tekintetben az olasz agár kivételt képez. Ennek a kistestű fajtának a marmagassága csupán 32-38 cm.)    
Színük sokféle lehet. Az őzbarna, krémszínű, vörös, szürke és fekete minden árnyalatában megtalálhatóak. Szőrzetük vagy rövid, selymes (angol agár, magyar agár), a fej kivételével hosszú (afgán agár, orosz agár), csak a fülön és a farkon hosszú (perzsa agár), de létezik csupasz agár is.
Termetre az orosz agár köztük a legnagyobb. Még a farkassal is képes megbirkózni.     

## Alkalmazásuk
Ezeket a kutyákat a nyulak, rókák, szarvasok követésére és elfogására tenyésztették ki. Azon nyomban felfedezik, ha mozgás van a közelben, lelkesen követik a vadat.  
A vadászatban elsősorban a kiváló látásuk miatt érnek el sikereket, szimatuk csak másodlagos szerepet játszik. 
Sprintben és hosszútávfutásban egyaránt jól teljesítenek. Járásuk könnyed, lebegő, futásuk rendkívül gyors, kitartó – éppen emiatt a kombináció miatt, vagyis, hogy egyszerre gyorsak és kitartóak, potenciális prédájuknak nem sok esélye van arra, hogy megmeneküljön.

## Történetük
Eredetük vitatott (afrikai vagy dél-ázsiai); i. sz. 2000-1000-ben az ókori Egyiptomban és Babilóniában már széles körben vadásztak velük.   
Az első leírások a fajta európai jelenlétéről ifjabb Xenophón Cynegeticusában olvashatók.  
A magyarok már a honfoglalás előtt igénybe vették az agarak segítségét a vadászatban. Technikailag a vadászat úgy történt, hogy megmutatták a vadat az agárnak, majd megkezdődött az üldözés. A vadászok lóhátról kísérték a hajszát, vagy pedig egy magasabb helyről figyelték, mikor kaparintja meg az agár a kiszemelt prédát. 
Bonfini szerint Mátyás király is szívesen és szenvedélyesen űzte a vadászatnak ezt a formáját.
A II. Rákóczi Ferenc-féle szabadságharcban kuruc tábornagyként résztvevő gróf Forgách Simon, az ország egyik leggazdagabb földesura a ránk maradt feljegyzései szerint 100 kopót, 20 agarat, 30 paripát tartott. Ez is jelzi az agarak kiemelt szerepét egy főúri udvartartásban.
A leghíresebb magyar agarász Nadányi Imre volt (1801-1874), akit a magyar agarászok nesztorának is neveztek. 1840–48-ig az Alföldön a legtöbb jó agár a Nadányi Imre nevelte fajtából vált ki.  
A tenyésztés során a magyar agarakat leginkább az arab és az angol agarakkal keresztezték. Ennek tudható be, hogy a laikusok első látásra nem feltétlenül tudják megkülönböztetni a magyar agarat az angoltól. (A vadászati stílusukban viszont a szakértők szerint hatalmas különbség van, ugyanis az angol agár úgymond "magának vadászik", magáénak tekinti az elejtett prédát, akár fel is marcangolja azt, ezzel szemben a magyar agár "a gazdájának vadászik", teljesen átengedi neki a zsákmányt, anélkül, hogy részt kérne belőle.)  

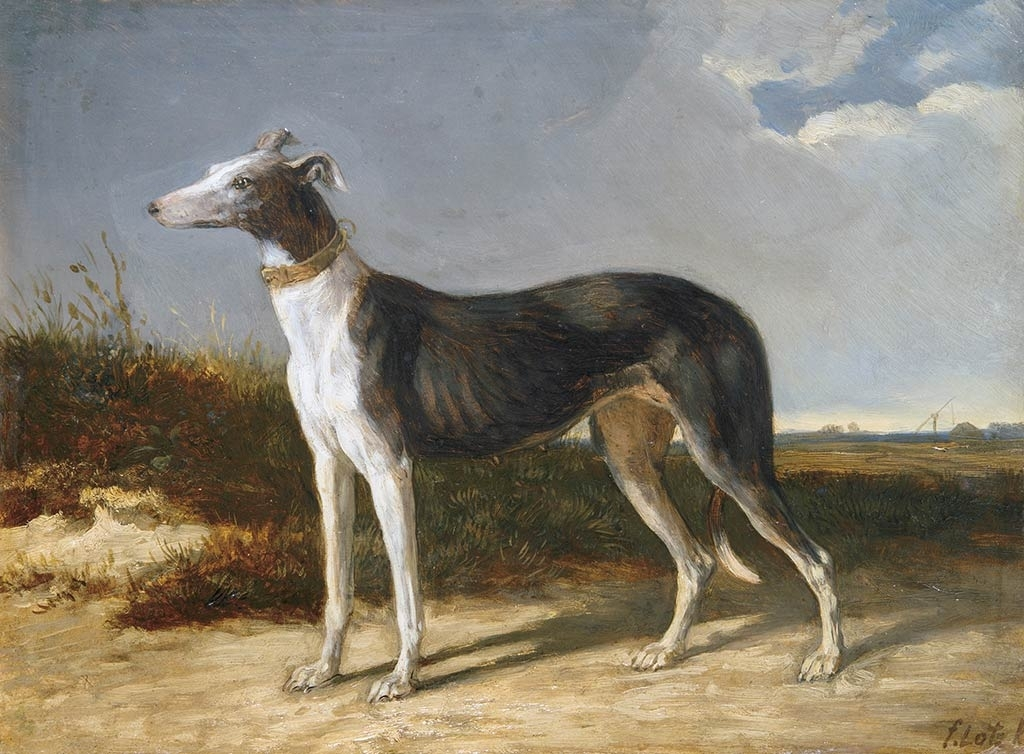
Lotz Károly Agár című festménye

Ahogy Európa más országaiban is,  a XIX. század közepén Magyarországon is nagy divat volt agarat tartani, illetve futtatni a mágnások, de még a jobb módú dzsentrik körében is, mint arról Lovik Károly: A kertelő agár című művében olvashatunk. 
Részlet A kertelő agárból, mely jól illusztrálja, hogyan történt  a fiatalabb nemzetékeknek az agarászatra való ránevelése: "Amikor a Bogdány kölykök hétévesek voltak, az apjuk lóra ültette őket, és kivitte őket agarászni. Az ábécét még nem ösmerték, de azzal már tisztában voltak, hogy mi a derekalás meg a zsinórba kapás, no meg a behúzás, s mire tizenöt esztendősek lettek, a kisujjukban volt az egész agarásztudomány." 
A szocialista társadalmi berendezkedés alatt törvény tiltotta az agarakkal való vadászatot, sőt ilyen kutyát tartani sem lehetett. Mindez oda vezetett, hogy ez a kutyafajta szinte kihalt. (A törvényi tilalom minden bizonnyal abból fakadt, hogy az agarászatok, illetve az agárversenyek a nemesség életformájához tartoztak hozzá, és a kommunista vezetők úgy gondolták, hogy mindent el kell söpörni, ami a nemességre emlékeztet, így ezt a kutyafajtát is.)   
A vad védelméről, a vadgazdálkodásról, valamint a vadászatról szóló 1996. évi LV. törvény 2015-ös módosítása a magyar agár mint őshonos magyar fajta érdekében elvileg megnyitotta a magyar agarakkal való vadászat lehetőségét. Kimondta, hogy Magyarországon hivatalosan is lehet magyar agarakkal vadászni, de mivel csak 2022. július 29-én írták alá az agarász kiegészítő vizsgáról szóló miniszteri rendeletet, ami a vadászati törvény végrehajtási rendeletének utolsó pontja volt, tulajdonképpen ezzel vált legálissá Magyarországon az agarászat.
Feltétele, hogy a tulajdonos rendelkezzen egy vadászvizsgával, amelynek letételét megelőzi egy vadásztanfolyam. További feltétel, hogy sikeresen elvégezzen egy kiegészítő agarász tanfolyamot. A kutyák esetében pedig szükség van arra, hogy hitelt érdemlő módon bizonyítsuk, hogy a vadászkutya egy magyar agár. A bizonyításhoz egy törzskönyv vagy pedig egy tenyészszemlén megszerzett regisztrációs lap szükséges.

## Filmekben
- Az angol arisztokrácia, illetve a királyi család életét bemutató filmekben/filmsorozatokban gyakran láthatunk olyan jeleneteket, amelyekben a szereplők – a társadalmi érintkezés egy formájaként – agarásznak. (Például A korona című filmsorozat.)
- Amikor Makk Károly megrendezte 1963–1964-ben a Mit csinált felséged 3-tól 5-ig? című, Mátyás királyról szóló filmet, az egyik vadászjelenethez Nagyecseden kinevelt magyar agarakat használt.[2]

## Híres agártulajdonosok
- VIII. Henrik angol király két agarat is tartott. A Cut, illetve Ball névre hallgattak.
- Fülöp edinburgh-i herceg volt a gazdája annak a Camira Flash nevű agárnak, aki 1968-ban White Cityben megnyerte az agarak számára rendezett derbit.
- J. K. Rowling örökbe fogadott egy agarat.[8]
- Brad Pitt filmsztárnak is volt egy mentett agara.[9] A neve Blanco volt.

## Agárfélék listája

### FCI által elismert agarak a X. csoportban

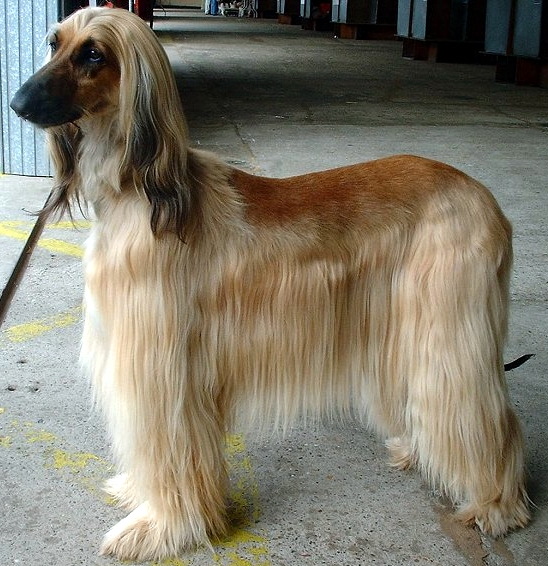
Afgán agár

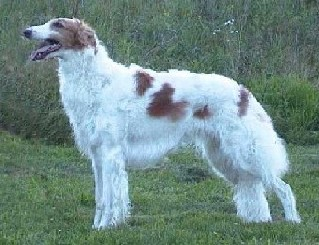
Orosz agár

(1.) Hosszú szőrű agarak
- Afgán agár Kalag Tazi
- Orosz agár (Borzoj)
- Perzsa agár (Saluki)

(2.) Durva szőrű agarak
- Ír farkaskutya
- Skót szarvasagár (Deerhound)

(3.) Rövid szőrű agarak
- Angol agár (Greyhound)'
- Arab agár (Sloughi)
- Lengyel agár (Chart Polski)
- Magyar agár
- Olasz agár
- Spanyol agár (Galgo Espanol)
- Whippet

### FCI által elismert agárfélék az V. csoportban
- Basenji
- Cirneco dell'Etna
- Fáraókutya

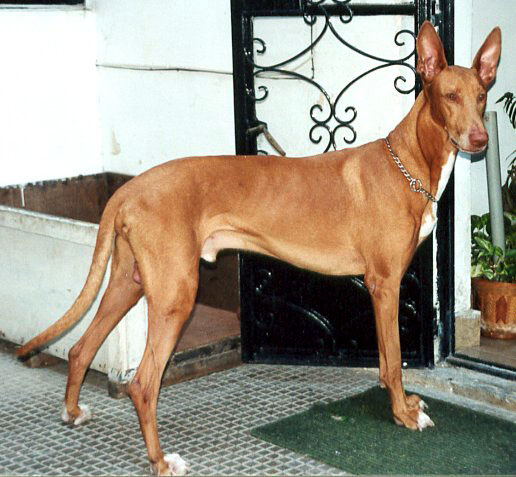
Fáraókutya

- Kanári-szigeteki kopó (Podenco canario)
- Ibizai kopó (Podenco ibicenco)
- Portugál kopó (Podengo portuges)

### FCI által még el nem ismert agárfélék
- Chippiparai
- Hortaye Borzaya (Chortaj)
- Kangaroo Dog
- Kanni
- Longdog
- Lurcher
- Mudhol Hound
- Rajapalayam
- Rampur agár
- Silken Windhound
- Taigan
- Tasy

## Vitatott fajtái
Állandó vita tárgya az agár fajtacsoport. Nem tudják eldönteni, hogy melyik fajtákat sorolják be hozzájuk és melyeket sem. A régi FCI szabvány szerint az agarak a Greyhoundra hasonlító: gräoidok. Éppen ezért az ősibb fajtákat nem az agarak közé sorolják, hanem a spiccek és más ősi kutyafajták közé. Természetesen van hasonlóság az ősi és a mostani agarak között. A funkciójuk (vadászkutya), képességeik és alkatuk hasonló.

## Fordítás
- Ez a szócikk részben vagy egészben  a   Windhund című német Wikipédia-szócikk fordításán alapul.  Az eredeti cikk szerkesztőit annak laptörténete sorolja fel. Ez a jelzés csupán a megfogalmazás eredetét és a szerzői jogokat jelzi, nem szolgál a cikkben szereplő információk forrásmegjelöléseként.
- Ez a szócikk részben vagy egészben  a   Sighthound című angol Wikipédia-szócikk fordításán alapul.  Az eredeti cikk szerkesztőit annak laptörténete sorolja fel. Ez a jelzés csupán a megfogalmazás eredetét és a szerzői jogokat jelzi, nem szolgál a cikkben szereplő információk forrásmegjelöléseként.